# Brinon-sur-Beuvron
Pour les articles homonymes, voir Brinon et Beuvron (homonymie).
Brinon-sur-Beuvron est une commune française située dans le département de la Nièvre, en région Bourgogne-Franche-Comté.

## Géographie

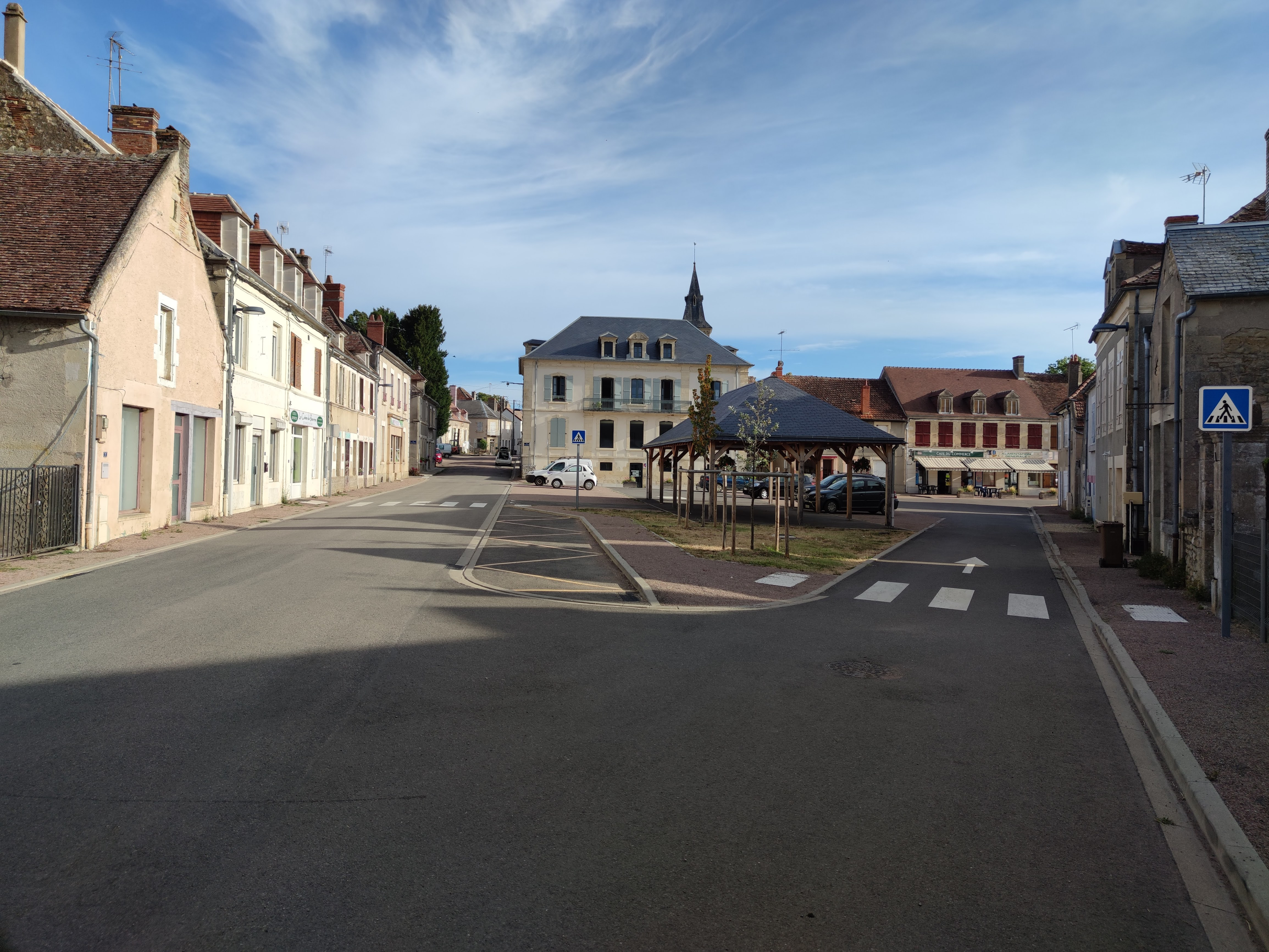
La place.

La commune de Brinon-sur-Beuvron est située en Bourgogne-Franche-Comté - Franche-Comté. Sa superficie est de 8 060 hectares ; son altitude varie entre 197 et 336 mètres.
La commune est implantée au centre de la Nièvre, à 51 km au nord-est de Nevers (par la route), à 18 km à l’ouest de Corbigny et à 23 km au sud de Clamecy, son chef-lieu d'arrondissement.

### Hydrographie
La commune est arrosée par le Beuvron.

### Villages, hameaux, lieux-dits, écarts
Outre le bourg, la commune regroupe le Château et Courcelles.

### Communes limitrophes
Les communes limitrophes sont  Beaulieu, Bussy-la-Pesle, Chevannes-Changy, Grenois, Moraches, Neuilly et Taconnay.

### Climat
Pour des articles plus généraux, voir Climat de la Bourgogne-Franche-Comté et Climat de la Nièvre.
En 2010, le climat de la commune est de type climat océanique dégradé des plaines du Centre et du Nord, selon une étude du Centre national de la recherche scientifique s'appuyant sur une série de données couvrant la période 1971-2000. En 2020, Météo-France publie une typologie des climats de la France métropolitaine dans laquelle la commune est exposée à un climat océanique altéré et est dans la région climatique  Centre et contreforts nord du Massif Central, caractérisée par un air sec en été et un bon ensoleillement. 
Pour la période 1971-2000, la température annuelle moyenne est de 10,8 °C, avec une amplitude thermique annuelle de 15,9 °C. Le cumul annuel moyen de précipitations est de 903 mm, avec 12,9 jours de précipitations en janvier et 8 jours en juillet. Pour la période 1991-2020, la température moyenne annuelle observée sur la station météorologique de Météo-France la plus proche, « Premery », sur la commune de Prémery à 17 km à vol d'oiseau, est de 11,1 °C et le cumul annuel moyen de précipitations est de 911,1 mm. 
La température maximale relevée sur cette station est de 40,5 °C, atteinte le 11 août 2003 ; la température minimale est de −15,1 °C, atteinte le 26 janvier 2007,,. 
Les paramètres climatiques de la commune ont été estimés pour le milieu du siècle (2041-2070) selon différents scénarios d'émission de gaz à effet de serre à partir des nouvelles projections climatiques de référence DRIAS-2020. Ils sont consultables sur un site dédié publié par Météo-France en novembre 2022.

## Urbanisme

### Typologie
Au 1er janvier 2024, Brinon-sur-Beuvron est catégorisée commune rurale à habitat dispersé, selon la nouvelle grille communale de densité à sept niveaux définie par l'Insee en 2022.
Elle est située hors unité urbaine et hors attraction des villes,.

### Occupation des sols
L'occupation des sols de la commune, telle qu'elle ressort de la base de données européenne d’occupation biophysique des sols Corine Land Cover (CLC), est marquée par l'importance des territoires agricoles (50 % en 2018), une proportion sensiblement équivalente à celle de 1990 (50,1 %). La répartition détaillée en 2018 est la suivante : forêts (32,2 %), prairies (27,1 %), terres arables (22,9 %), milieux à végétation arbustive et/ou herbacée (14,7 %), zones urbanisées (3,1 %). L'évolution de l’occupation des sols de la commune et de ses infrastructures peut être observée sur les différentes représentations cartographiques du territoire : la carte de Cassini (XVIIIe siècle), la carte d'état-major (1820-1866) et les cartes ou photos aériennes de l'IGN pour la période actuelle (1950 à aujourd'hui).

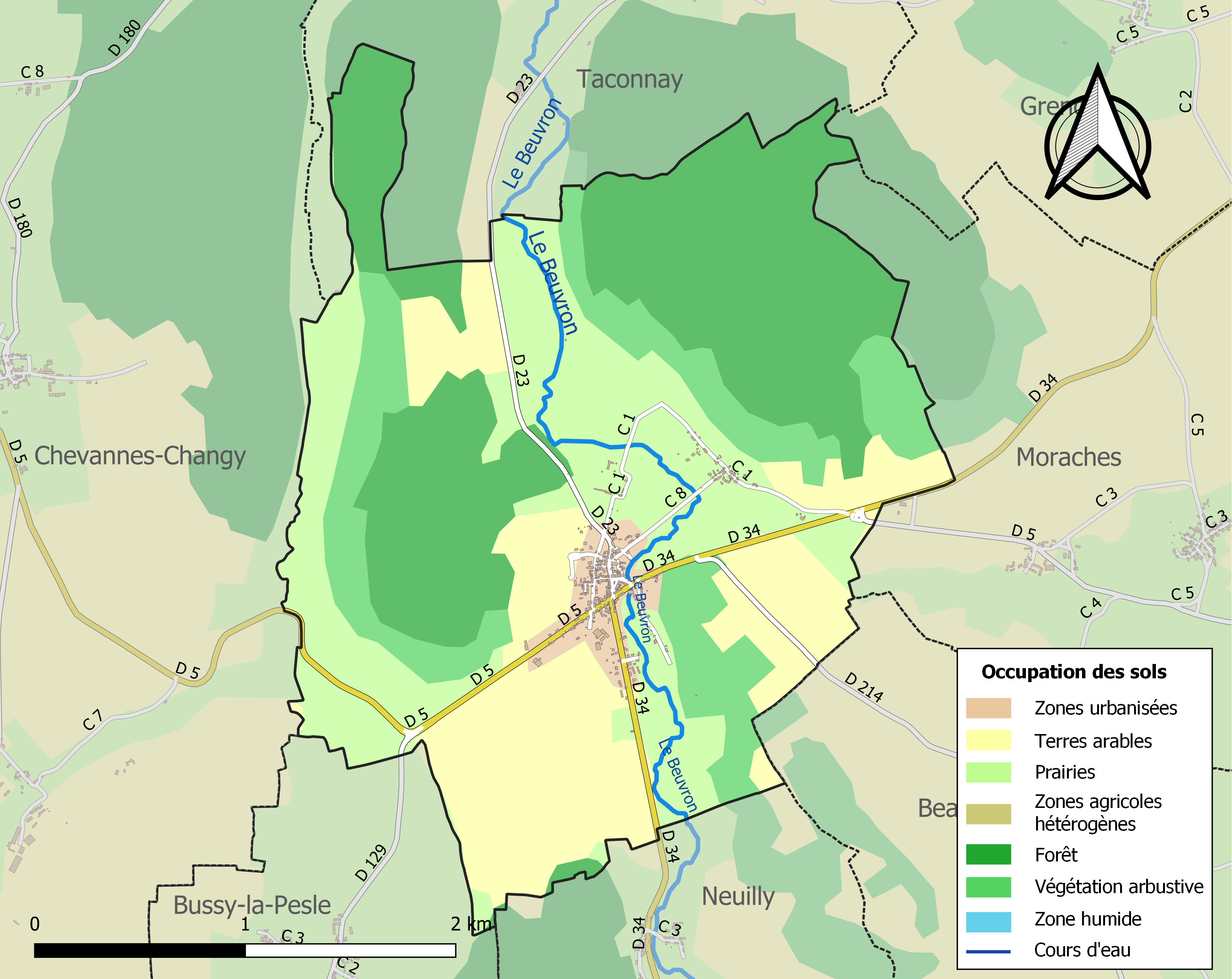
Carte des infrastructures et de l'occupation des sols de la commune en 2018 (CLC).

## Histoire
Au cours de la période révolutionnaire de la Convention nationale (1792-1795), la commune, alors nommée Brinon-les-Allemands, a porté provisoirement le nom de Brinon-le-Franc.
En 1835, le territoire communal de la commune voisine de Huban est partagé entre Brinon-sur-Beuvron, Grenois et Taconnay.
Le nom de Brinon-les-Allemands a subsisté jusque vers la fin du XIXe siècle. Ce n'est qu'en 1898 que la commune adopta son nom actuel.

## Politique et administration
| Période                                  | Période  | Identité                      | Étiquette | Qualité                            |
| ---------------------------------------- | -------- | ----------------------------- | --------- | ---------------------------------- |
| 2020                                     | En cours | Nicolas Smilevitch            | LFI       | Cadre de la fonction publique      |
| mars 2008                                | 2020     | Yvette Doublot                | LR        | Retraitée de l'éducation nationale |
| 2001                                     | 2008     | Henri Beaumier                |           | Exploitant agricole retraité       |
|                                          | 2001     | Charles Bilweis               |           | Kinésithérapeute                   |
| 1884                                     | 1912?    | Louis, Félix, Albert Regnault |           | Médecin                            |
| Les données manquantes sont à compléter. |          |                               |           |                                    |

## Démographie
L'évolution du nombre d'habitants est connue à travers les recensements de la population effectués dans la commune depuis 1793. Pour les communes de moins de 10 000 habitants, une enquête de recensement portant sur toute la population est réalisée tous les cinq ans, les populations de référence des années intermédiaires étant quant à elles estimées par interpolation ou extrapolation. Pour la commune, le premier recensement exhaustif entrant dans le cadre du nouveau dispositif a été réalisé en 2008.

En 2022, la commune comptait 166 habitants, en évolution de −10,75 % par rapport à 2016 (Nièvre : −3,28 %, France hors Mayotte : +2,11 %).
| 1793 | 1800 | 1806 | 1821 | 1831 | 1836 | 1841 | 1846 | 1851 |
| ---- | ---- | ---- | ---- | ---- | ---- | ---- | ---- | ---- |
| 299  | 292  | 285  | 326  | 338  | 581  | 590  | 586  | 559  |

| 1856 | 1861 | 1866 | 1872 | 1876 | 1881 | 1886 | 1891 | 1896 |
| ---- | ---- | ---- | ---- | ---- | ---- | ---- | ---- | ---- |
| 574  | 584  | 597  | 582  | 571  | 547  | 535  | 490  | 472  |

| 1901 | 1906 | 1911 | 1921 | 1926 | 1931 | 1936 | 1946 | 1954 |
| ---- | ---- | ---- | ---- | ---- | ---- | ---- | ---- | ---- |
| 481  | 441  | 425  | 331  | 340  | 349  | 324  | 304  | 296  |

| 1962 | 1968 | 1975 | 1982 | 1990 | 1999 | 2006 | 2008 | 2013 |
| ---- | ---- | ---- | ---- | ---- | ---- | ---- | ---- | ---- |
| 276  | 284  | 273  | 253  | 259  | 211  | 217  | 218  | 187  |

| 2018 | 2022 | - | - | - | - | - | - | - |
| ---- | ---- | - | - | - | - | - | - | - |
| 177  | 166  | - | - | - | - | - | - | - |

## Vie locale
En 2008, les communes des cantons de Clamecy et de Brinon-sur-Beuvron ont perturbé les élections cantonales. Une centaine de maires de la Nièvre et du Sud de l'Yonne ont refusé d'organiser les élections municipales et cantonales pour protester contre la fermeture, au 31 mars 2008, de la maternité de Clamecy.
Une protestation similaire a eu lieu à Chèvreville dans la Manche.

## Culture locale et patrimoine

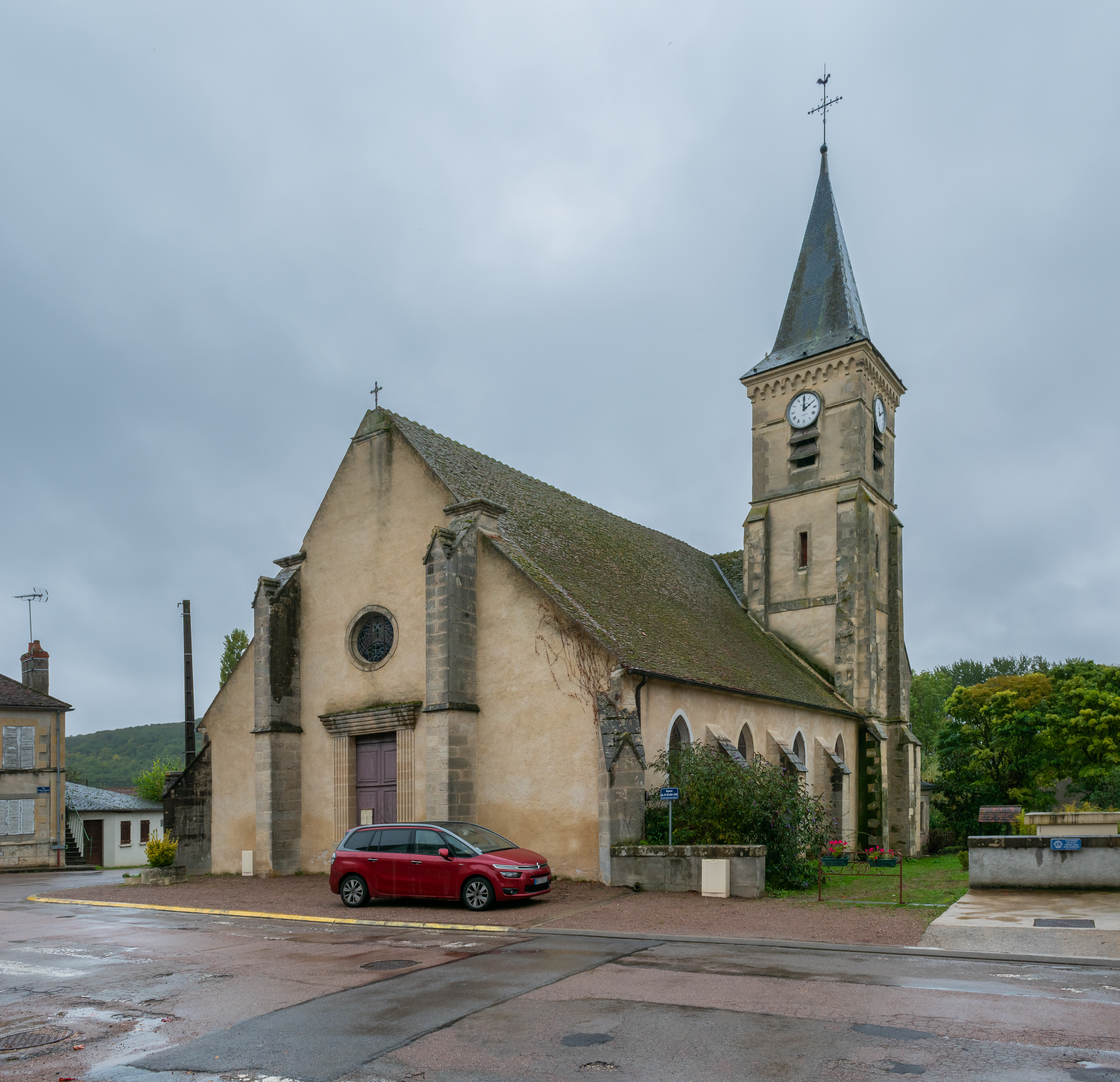
L’église.

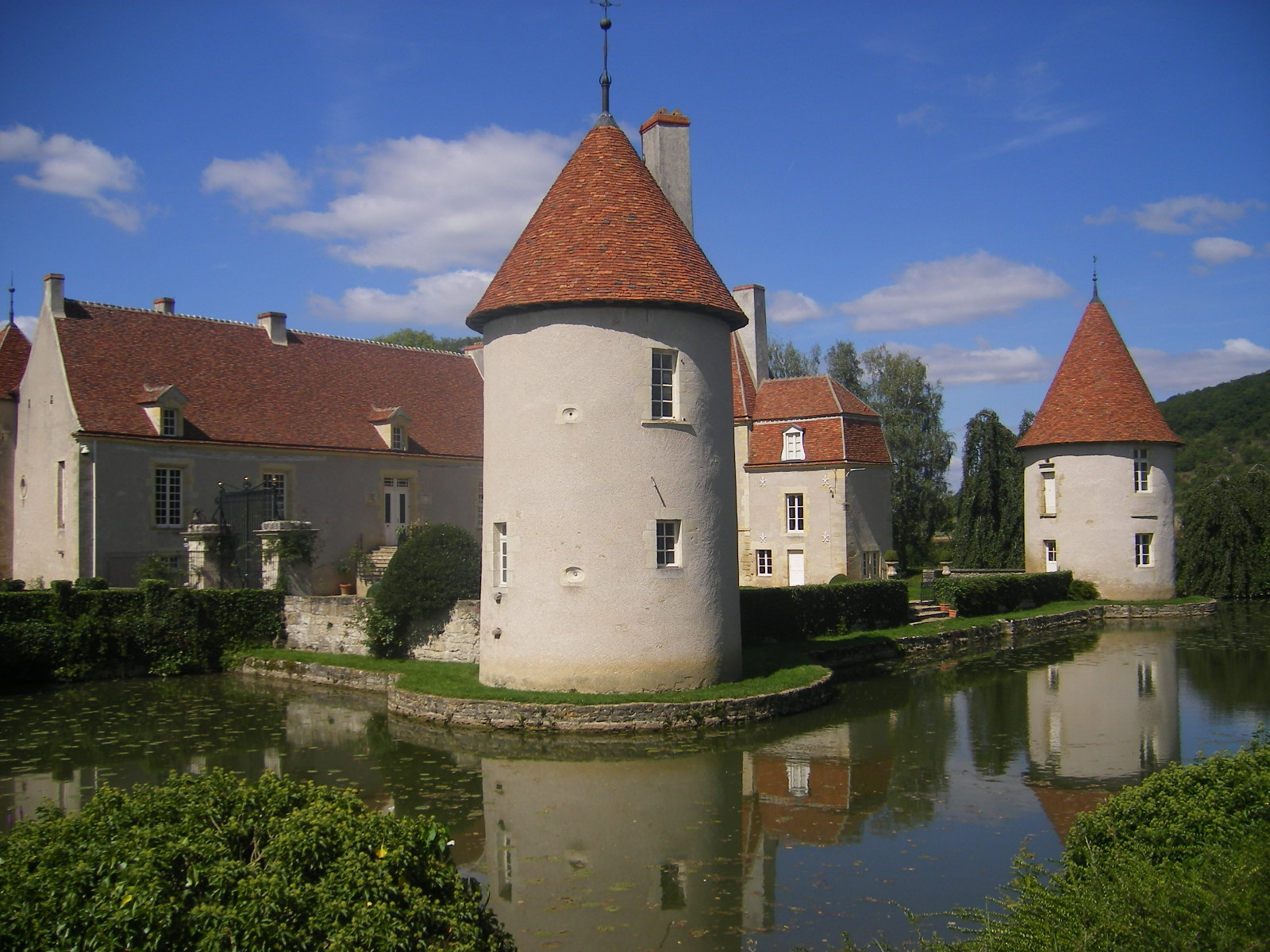
Le château de Brinon-sur-Beuvron.

### Lieux et monuments
- Église Saint-Étienne, édifice présentant différents caractères de l'art gothique du début du XIIIe siècle jusqu'au XVIe siècle. Saint Étienne, pierre polychrome. Vitraux de Lobin, XIXe siècle.

Par Fanny Gilbert (1815-1894) une huile sur toile représentant :  Le mariage mystique de sainte Catherine, copie réalisée en 1871, d'après le tableau du Corrège conservé au musée du Louvre, déposé par l'État en 1874 à la mairie de Brinon-sur-Beuvron . Ouvert le premier samedi et le troisième dimanche de juin à septembre de 13 h à 18 h.
- Château de Brinon-sur-Beuvron

### Personnalités liées à la commune
- Louis de Jaucourt (1704 - 1780), principal contributeur de l'encyclopédie, vécut au château[24].
- Hélène Guinepied (1883 - 1937), artiste peintre née à Brinon-sur-Beuvron.
- Victor Guerreau (26 octobre 1888 - 2 juin 1974), pilote militaire d'avion, commandant d'escadrille DM 117 en 1916. Chef pilote à l'école de pilotage Caudron du Crotoy et Avord. Pilote chez Morane-Saulnier, directeur de l'aérodrome Morane-Saulnier de Villacoublay de 1923 à 1952, il participe à l'organisation des Salons internationaux du Bourget. Officier de la Légion d'honneur, médaille de la Résistance, Croix de Guerre 1914-1918 et Croix de guerre 1939-1945, médaille de l'Aéronautique. Inhumé au cimetière de la commune[25].

### Héraldique
| Armes | Les armes de Brinon-sur-Beuvron se blasonnent ainsi : D'azur au chevron d'or, au chef ondé du même. |